# Wilhelm von Winterfeldt
Sigismund Detlof Gotthilf Wilhelm von Winterfeldt (* 22. Januar 1824 in Berlin; † 27. Juni 1906 in Darmstadt) war ein preußischer General der Kavallerie und Domherr zu Brandenburg.

## Leben

### Herkunft
Wilhelm war ein Sohn des Kammergerichtsrates August von Winterfeldt (1789–1864) und dessen Ehefrau Ulrike (1792–1882), Tochter des preußischen Generals Karl Ludwig von Le Coq (1757–1829). Der Politiker Ulrich von Winterfeldt (1823–1908) war sein älterer Bruder.

### Militärlaufbahn
Nach dem Besuch der Kadettenhäuser in Potsdam und Berlin wurde Winterfeldt am 12. August 1841 als Sekondeleutnant dem 2. Dragoner-Regiment der Preußischen Armee überwiesen. Zur weiteren Ausbildung war er ab Anfang Oktober 1847 an die Allgemeine Kriegsschule kommandiert. Aufgrund der Märzrevolution wurde die Schule Ende März 1848 für längere Zeit geschlossen und er ab September 1849 als Regimentsadjutant verwendet. Während der Mobilmachung war Winterfeldt von November 1850 bis Februar 1851 Adjutant der mobilen 6. Kavallerie-Brigade. Er stieg im August 1853 zum Premierleutnant auf. Als Rittmeister und Eskadronführer war er von Mitte März bis Mitte September 1858 zum 2. Landwehr-Dragoner-Regiment und anschließend bis Anfang November 1858 als Adjutant beim Generalkommando des III. Armee-Korps kommandiert. Mit seiner Ernennung zum Eskadronchef kehrte Winterfeldt am 30. Juni 1859 in sein Stammregiment zurück und nahm, zwischenzeitlich zum Major befördert, während des Krieges gegen Österreich am Gefecht bei Lobositz teil. Nach dem Krieg rückte er Ende Oktober 1866 zum etatsmäßigen Stabsoffizier auf. Am 5. März 1869 beauftragte man Winterfeldt zunächst mit der Führung des 2. Schlesischen Dragoner-Regiments und am 21. Oktober 1869 erfolgte seine Ernennung zum Regimentskommandeur sowie am 26. Juli 1870 die Beförderung zum Oberstleutnant. Im folgenden Krieg gegen Frankreich führte er seinen Verband als Divisionskavallerie bei der 11. Infanterie-Division vor Pfalzburg und Paris.
Ausgezeichnet mit dem Eisernen Kreuz II. Klasse wurde er nach dem Friedensschluss Mitte Januar 1872 zum Oberst befördert und am 12. Oktober 1875 als Kommandeur der 9. Kavallerie-Brigade nach Glogau versetzt. Winterfeldt stieg Ende September 1876 zum Generalmajor auf und war vom 30. Dezember 1881 bis zum 29. August 1882 Kommandant von Berlin. Anschließend beauftragte man ihn mit der Führung der Garde-Kavallerie-Division und am 21. November 1882 wurde er unter Beförderung zum Generalleutnant zum Kommandeur dieses Großverbandes ernannt. Daran schloss sich am 15. November 1887 eine Verwendung als Gouverneur von Mainz an. In dieser Stellung wurde Winterfeldt im Januar 1888 anlässlich des Ordensfestes mit dem Roten Adlerorden I. Klasse mit Eichenlaub mit dem Emailleband des Kronen-Ordens ausgezeichnet und Ende April 1888 erhielt er den Charakter als General der Kavallerie. Am 15. Dezember 1888 wurde er mit der gesetzlichen Pension zur Disposition gestellt.
Winterfeldt war Rechtsritter des Johanniterordens und Domherr zu Brandenburg. Er verstarb am 27. Juni 1906 an einem Schlaganfall.

### Familie
Winterfeldt verheiratete sich am 9. Oktober 1850 in Landsberg mit Mathilde von Below (1824–1900). Aus der Ehe gingen die beiden Töchter Amélie (* 1851) und Elisabeth (* 1854) hervor.